# Никольское (городской округ Истра)
Никольское — деревня в Ермолинском сельском поселении Истринского района Московской области. Население — 28 чел. (2010), в деревне 4 улицы, зарегистрировано 1 садоводческое товарищество. С Истрой связана автобусным сообщением (автобусы № 30, 30К).
Расположена на правом берегу реки Колоколенки (правый приток Песочной), примерно в 6 км на север от Истры, высота над уровнем моря 183 м. Ближайшие населённые пункты: Сокольники — в полукилометре восточнее, на другом берегу реки, Сысоево в 2 км на юго-восток, Ермолино в 2,5 км на юг и Андреевское в 2,5 км на юго-запад.

## Население
| 2002 | 2006 | 2010 |
| ---- | ---- | ---- |
| 8    | ↗9   | ↗28  |